# داروینو
داروینو (انگلیسی: Darvino) یک شهرک در شهرستان تویمازینسکی استان باشقیرستان کشور روسیه است.